# Condado de Itawamba (Misisipi)
El condado de Itawamba (en inglés: Itawamba County), fundado en 1836, es un condado del estado estadounidense de Misisipi. En el año 2000 tenía una población de 22.770 habitantes con una densidad poblacional de 17 personas por km². Las sede del condado es Fulton.

## Geografía
Según la Oficina del Censo, el condado tiene un área total de 1399 km² (540,2 mi²), de la cual 1378 km² (532 mi²) es tierra y 21 km² (8,1 mi²) es agua.

## Demografía
En el 2000 la renta per cápita promedia del condado era de $ 31,156, y el ingreso promedio para una familia era de $36,793. El ingreso per cápita para el condado era de $14,956. En 2000 los hombres tenían un ingreso per cápita de $29,231 frente a $20,900 para las mujeres. Alrededor del 14% de la población estaba bajo el umbral de pobreza nacional.

## Condados adyacentes
- Condado de Tishomingo (noresre)
- Condado de Franklin (este)
- Condado de Marion (sureste)
- Condado de Monroe (sur)
- Condado de Lee (oeste)
- Condado de Prentiss (noroeste)

## Localidades
Ciudades
- Fulton

Pueblos
- Mantachie
- Tremont

Áreas no incorporadas
- Dorsey
- Fairview
- Evergreen
- Van Buren
- Ryan's Well
- Golden
- Frog Level
- Tilden
- Clay
- Peaceful Valley
- Carolina
- Rara Avis
- Beans Ferry
- Sandy Springs
- Bounds Crossroads
- Oakland

## Principales carreteras
- U.S. Highway 78
- Carretera 23
- Carretera 25
- Natchez Trace Parkway